# 1990 UQ3
1990 UQ3 är en asteroid i huvudbältet som upptäcktes den 16 oktober 1990 av den belgiske astronomen Eric W. Elst vid La Silla-observatoriet.
Asteroiden har en diameter på ungefär 3 kilometer.